# ヴィン
ヴィン市（ベトナム語：Thành Phố Vinh / 城庯永、 発音）は、ベトナム北部ゲアン省の都市で、同省の省都。面積は105km2、2009年の人口は435,208人。

## 統計
ヴィンの人口は2009年時点で435,208人となっている。サービス業が都市経済の中心的な役割を果たしており、全労働人口の約55％がサービス業に従事している。これに続いて、工業（約30％）、農業、林業、漁業（全体で15％）となっている。ヴィンは国内北部と南部を結ぶ交通の要衝となっており、南シナ海に面する港を有する。

## 歴史
三国時代には呉に属し、九徳郡が置かれた。晋、宋、斉の時代も同様であった。梁の時代に徳州が設置されると治所が現在のヴィンに置かれた。隋の598年には徳州は驩州に改称された。
丁朝および前黎朝の時代には驩州道に属した。李朝および陳朝の時代には乂安路に属し、明に併合されると乂安府に改称された。後黎朝初期には海西道に属した。西山朝時代にはヴィンに鳳凰中都が建設されたが、短命政権であったため遷都が実現されることはなかった。阮朝時代には乂安省英山府宜禄県に属し、1898年には成泰帝の勅令によりヴィン市社が置かれた。
ヴィンの街はかつては古城をはじめとする数々の歴史的な建造物を有する地域であった。しかし、年月を経るなかで、ヴィンは度々戦争の被害を受けてきた。1950年代、フランスの植民地支配と戦う中でベトミンは街の大部分を破壊することを強いられ、さらにベトナム戦争時にはアメリカ合衆国による空爆の甚大な被害を受けた。そのため、今日歴史的な建造物は街にほとんど残っていない。ヴィンの復興に際し、都市計画においてソビエト連邦や東ドイツから強い影響を受けており、街は広い通りとコンクリート製のアパート区画により構成される印象的な町並みとなっている。
歴史的に、ヴィンとその周辺地域は反乱や革命活動の重要な拠点となってきた。19世紀から20世紀初頭には、街はフランスの植民地支配に対抗するレジスタンスの重要な拠点であった。加えて、数々の革命運動家がヴィン付近で生まれており、この中にはグエン・ズー、ファン・ボイ・チャウ、チャン・チョン・キム、グエン・チ・ミン・カイ（阮氏明開）、そしてホー・チ・ミンが含まれる。ヴィンより西に約14kmの地点にあるホーチミンの生家は重要な観光名所となっている。
2024年12月1日にクアロー市社と合併した。

## 行政区画
以下の24坊9社から構成される。
- ベントゥイ坊（Bến Thủy / 𤅶水）
- クアナム坊（Cửa Nam / 𨷶南）
- ドンヴィン坊（Đông Vĩnh / 東永）
- ハトゥイタップ坊（Hà Huy Tập / 何輝習）
- フンビン坊（Hưng Bình / 興平）
- フンズン坊（Hưng Dũng / 興勇）
- フンドン坊（Hưng Đông / 興東）
- フンロク坊（Hưng Lộc / 興祿）
- フンフック坊（Hưng Phúc / 興福）
- レロイ坊（Lê Lợi / 黎利）
- ギドゥク坊（Nghi Đức / 宜德）
- ギハイ坊（Nghi Hải / 宜海）
- ギホア坊（Nghi Hòa / 宜和）
- ギフオン坊（Nghi Hương / 宜香）
- ギフー坊（Nghi Phú / 宜富）
- ギタン坊（Nghi Tân / 宜新）
- ギトゥー坊（Nghi Thu / 宜秋）
- ギトゥイ坊（Nghi Thủy / 宜水）
- クアンバウ坊（Quán Bàu / 館泡）
- クアンチュン坊（Quang Trung / 光中）
- トゥートゥイ坊（Thu Thủy / 秋水）
- チュンドー坊（Trung Đô / 中都）
- トゥオンティー坊（Trường Thi / 場試）
- ヴィンタン坊（Vinh Tân / 榮新）
- フンチン社（Hưng Chính / 興政）
- フンホア社（Hưng Hòa / 興和）
- ギアン社（Nghi Ân / 宜恩）
- ギキム社（Nghi Kim / 宜金）
- ギリエン社（Nghi Liên / 宜連）
- ギフォン社（Nghi Phong / 宜豐）
- ギタイ社（Nghi Thái / 宜泰）
- ギスアン社（Nghi Xuân / 宜春）
- フックトー社（Phúc Thọ / 福壽）

## 気候
| ヴィンの気候                                         | ヴィンの気候 | ヴィンの気候 | ヴィンの気候 | ヴィンの気候 | ヴィンの気候  | ヴィンの気候 | ヴィンの気候  | ヴィンの気候 | ヴィンの気候   | ヴィンの気候   | ヴィンの気候  | ヴィンの気候 | ヴィンの気候     |
| 月                                                   | 1月          | 2月          | 3月          | 4月          | 5月           | 6月          | 7月           | 8月          | 9月            | 10月           | 11月          | 12月         | 年               |
| ---------------------------------------------------- | ------------ | ------------ | ------------ | ------------ | ------------- | ------------ | ------------- | ------------ | -------------- | -------------- | ------------- | ------------ | ---------------- |
| 最高気温記録 °C （°F）                               | 35.0 (95)    | 35.6 (96.1)  | 38.9 (102)   | 40.0 (104)   | 41.1 (106)    | 42.2 (108)   | 41.1 (106)    | 39.4 (102.9) | 39.4 (102.9)   | 37.2 (99)      | 36.1 (97)     | 31.7 (89.1)  | 42.2 (108)       |
| 平均最高気温 °C （°F）                               | 21.1 (70)    | 21.1 (70)    | 23.3 (73.9)  | 28.3 (82.9)  | 32.2 (90)     | 34.4 (93.9)  | 34.4 (93.9)   | 33.9 (93)    | 30.6 (87.1)    | 28.3 (82.9)    | 25.0 (77)     | 22.2 (72)    | 27.9 (82.2)      |
| 日平均気温 °C （°F）                                 | 18.1 (64.6)  | 18.6 (65.5)  | 20.6 (69.1)  | 24.7 (76.5)  | 28.1 (82.6)   | 30.0 (86)    | 30.0 (86)     | 29.7 (85.5)  | 27.2 (81)      | 25.0 (77)      | 22.0 (71.6)   | 19.5 (67.1)  | 24.5 (76.1)      |
| 平均最低気温 °C （°F）                               | 15.0 (59)    | 16.1 (61)    | 17.8 (64)    | 21.1 (70)    | 23.9 (75)     | 25.6 (78.1)  | 25.6 (78.1)   | 25.6 (78.1)  | 23.9 (75)      | 21.7 (71.1)    | 18.9 (66)     | 16.7 (62.1)  | 21.0 (69.8)      |
| 最低気温記録 °C （°F）                               | 3.9 (39)     | 7.2 (45)     | 10.0 (50)    | 11.7 (53.1)  | 15.0 (59)     | 20.0 (68)    | 22.2 (72)     | 18.9 (66)    | 17.2 (63)      | 15.0 (59)      | 8.3 (46.9)    | 8.3 (46.9)   | 3.9 (39)         |
| 降水量 mm （inch）                                   | 55.9 (2.201) | 48.3 (1.902) | 48.3 (1.902) | 66.0 (2.598) | 137.2 (5.402) | 114.3 (4.5)  | 142.2 (5.598) | 177.8 (7)    | 429.3 (16.902) | 360.7 (14.201) | 200.7 (7.902) | 78.7 (3.098) | 1,859.4 (73.205) |
| 平均降水日数                                         | 4            | 3            | 3            | 4            | 5             | 9            | 10            | 11           | 16             | 15             | 11            | 5            | 100              |
| % 湿度                                               | 86           | 91           | 91           | 89           | 84            | 77           | 75            | 82           | 87             | 88             | 89            | 86           | 85.4             |
| 出典1：Sistema de Clasificación Bioclimática Mundial |              |              |              |              |               |              |               |              |                |                |               |              |                  |
| 出典2：Weatherbase                                   |              |              |              |              |               |              |               |              |                |                |               |              |                  |

## 名所

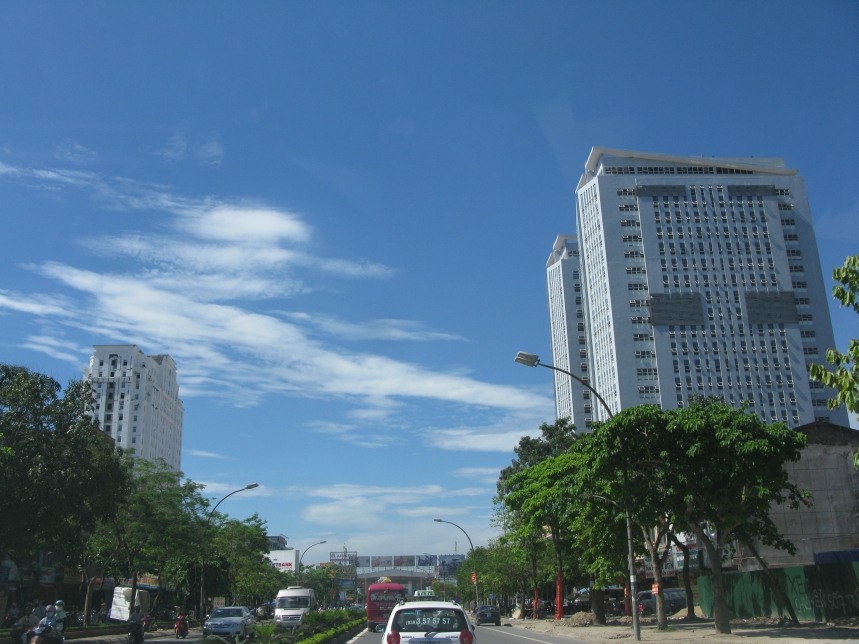
市内の通り

その他の特筆すべき観光名所としてはホンソン寺（Đền Hồng Sơn /殿紅山）とクエット山（Núi Quyết / 𡶀闕）がある。ホンソン寺院は戦後共産主義者による粛清を免れた数少ない大規模寺院の一つであり、8朔望月20日には寺院で祭りが行われる。クエト山はヴィン中心街から南に約5kmの地点にある山で、400歩で山頂に到達できる標高の低い山である。山頂からは川と農地に囲まれた市内一帯を見渡すことができ、市民の憩いの場となっている。この山はマツが多数自生しているが、森は戦争の爆撃による破壊行為から完全に立ち直っているわけではない。その他の観光名所としては、ゲティン・ソビエト博物館（Bảo tàng Xô Viết Nghệ Tĩnh）やクアロービーチリゾートなどがある。

## 交通
- ヴィン国際空港
- ベトナム鉄道南北線
  - ヴィン駅

## ギャラリー

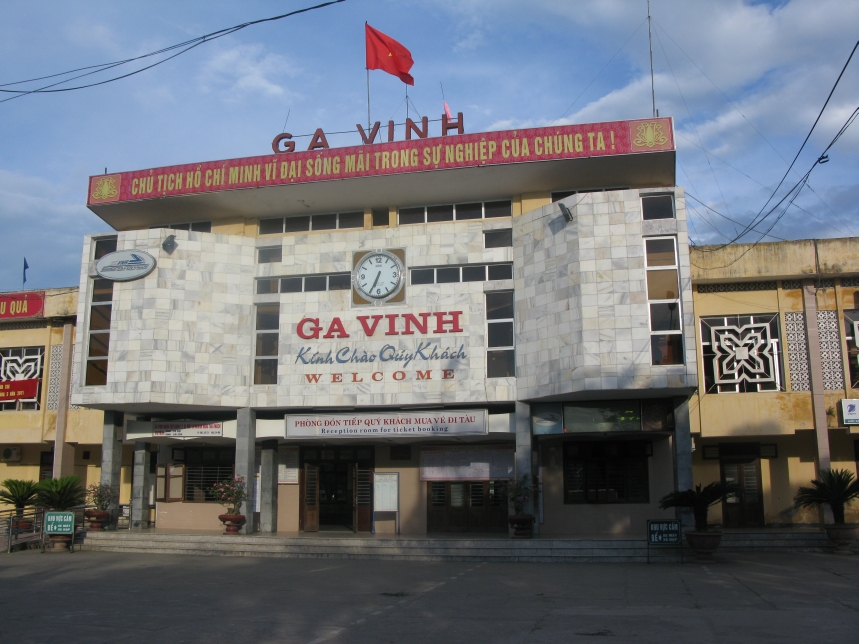
ヴィン駅（英語版）
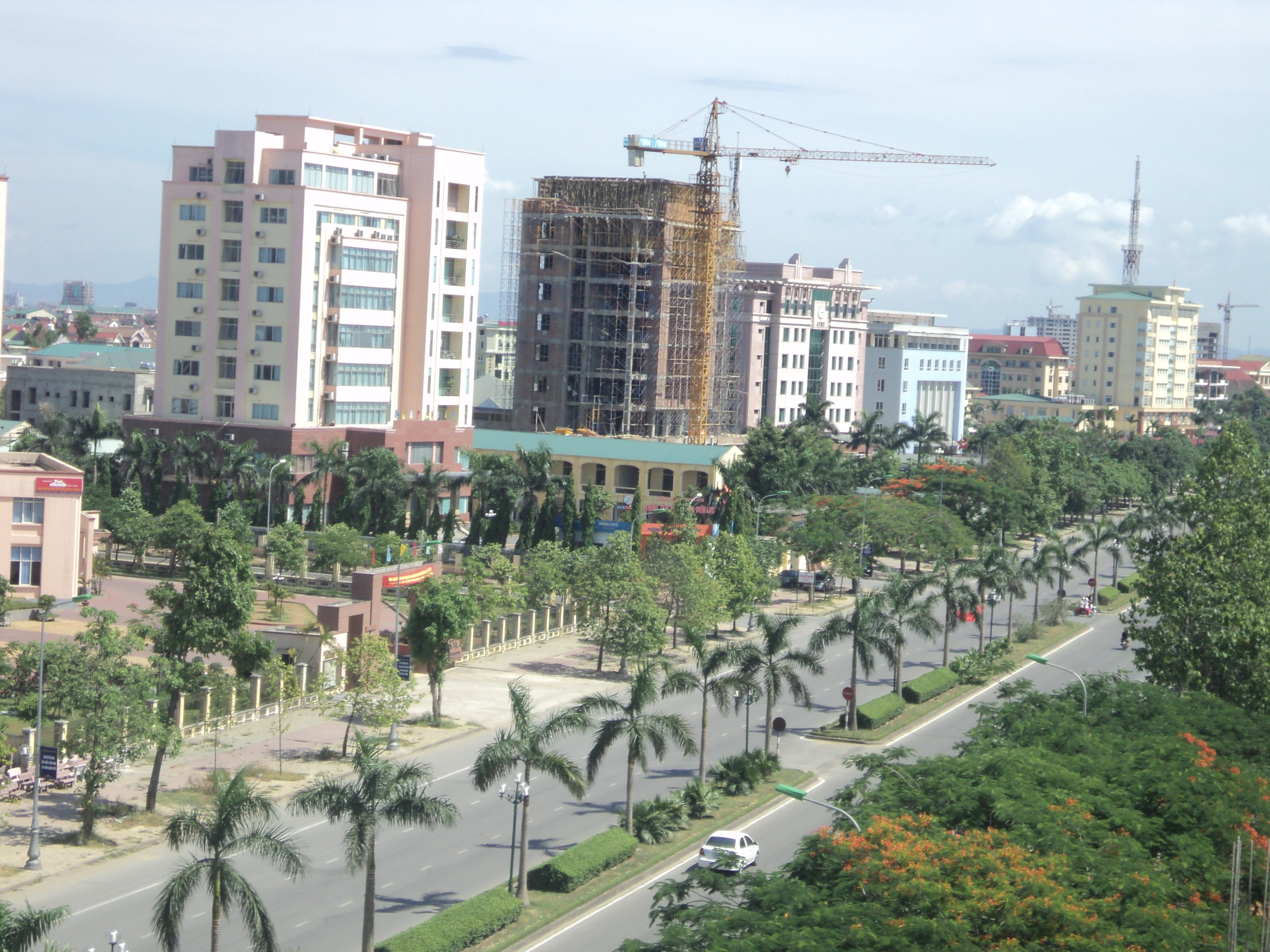
市内のレーニン通り
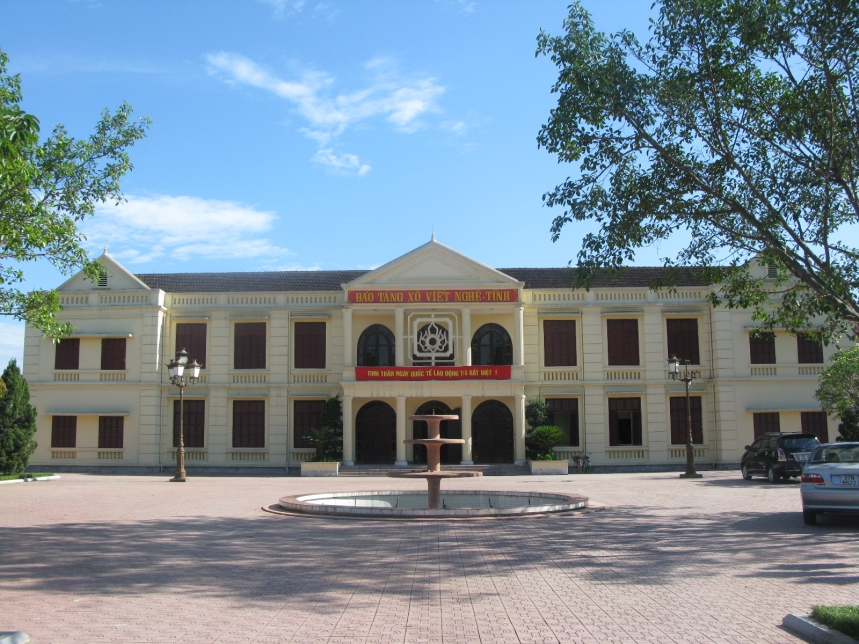
ゲティン・ソビエト博物館
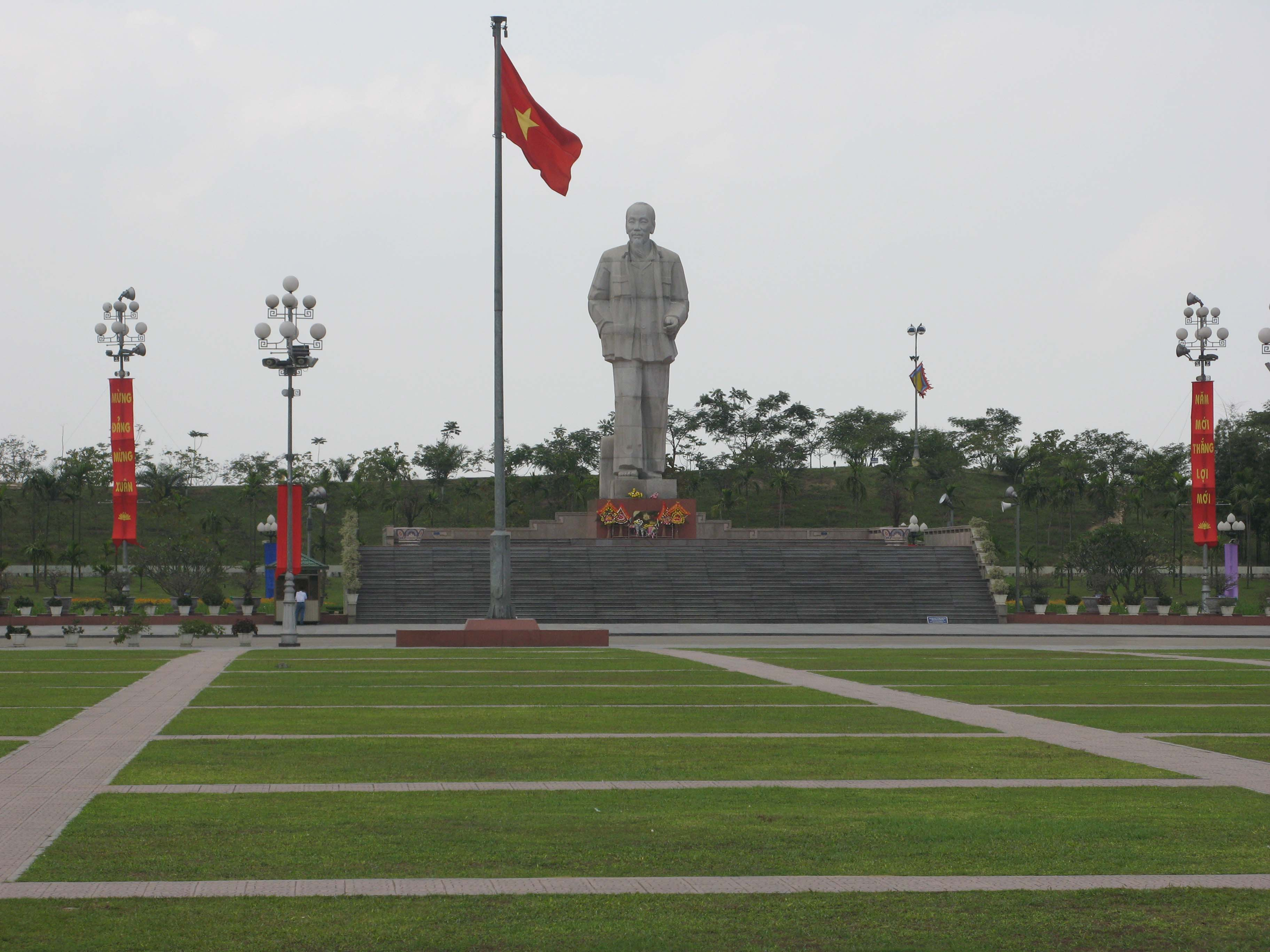
市内にあるホーチミン像